# جبهة القوقاز (الاتحاد السوفيتي)
جبهة القوقاز (بالروسية: Кавказский фронт) جبهة سوفيتية يُقدّر حجمها بمجموعة جيوش، تأسست عام 1941.
تكوّنت جبهة القوقاز في 30 ديسمبر 1941 تحت قيادة دميتري كوزلوڤ قائدًا وفيودور تولبوخين في رئاسة هيئة الأركان العامة، كجبهة منفصلة عن جبهة ما وراء القوقاز، واستمرت في القتال على أرض المعركة حتى 28 يناير 1942، بعدها نُقلت الجيوش إلى جبهة القرم حديثة التكوين ومنطقة ما وراء القوقاز العسكرية التي أُعيد تكوينها مرة أخرى، .

## التكوين
منذ تأسيسها عام 1941 وحتى حلّها عام 1942، تكوّن قوام الجبهة من الجيوش التالية:
- الجيش الرابع والأربعون
- الجيش الخامس والأربعون
- الجيش السادس والأربعون
- الجيش السابع والأربعون
- الجيش الحادي والخمسون